# Protognathia bathypelagica
Protognathia bathypelagica là một loài chân đều trong họ Protognathiidae. Loài này được Schultz miêu tả khoa học năm 1977.